# Lili
Lili je žensko osebno ime.

## Izvor imena
Ime Lili je različica imena Lilijana, lahko pa ime Lili izhaja tudi iz imena Elizabeta, in sicer s podvojitvijo zloga -li-.

## Pogostost imena
Po podatkih Statističnega urada Republike Slovenije je bilo na dan 31. decembra 2007 v Sloveniji število ženskih oseb z imenom Lili: 167.

## Osebni praznik
V koledarju je ime Lili zapisano skupaj z imenom Lilijana; god preznjuje 27. julija.